# Donato Palumbo
Donato Palumbo (Salaparuta, 16 luglio 1921 – Salaparuta, 9 febbraio 2011) è stato un fisico italiano.

## Biografia
Laureatosi in fisica alla Scuola Normale Superiore nel 1944, divenne assistente all'Università di Palermo, insegnandovi fisica teorica, spettroscopia ed elettrochimica, ottenendo la libera docenza prima in fisica generale nel 1954, poi quella in fisica superiore nel 1958. Tenne, per incarico, anche corsi di matematica alla Facoltà di Economia e di fisica alla Facoltà di Medicina dell'Università di Palermo.
Nel 1946, fu professore visitatore prima alla Sorbona, poi all'Istituto Henri-Poincaré, di Parigi; nel 1957, visitò il Physics Laboratory dell'Università di Bristol. A questo periodo, risalgono le sue prime ricerche teoriche sulle emulsioni nucleari e la risonanza paramagnetica nei cristalli.
Nel 1958, appena costituito l'EURATOM, su proposta di Enrico Medi, membro della commissione scientifica di questo ente di ricerca europeo, fu nominato direttore scientifico del programma sulla fusione nucleare, carica che manterrà fino al suo pensionamento, avvenuto nel 1986. In questa veste, Palumbo diede il suo maggior contributo organizzativo, stabilendo, entro un unico progetto comune europeo, una rete di collaborazioni in sinergia fra i maggiori laboratori di fisica e di ricerca europei, fra i quali molti quelli italiani. Ciò permise all'Europa di guadagnarsi subito una posizione competitiva di primo piano, rispetto all'Unione Sovietica e agli Stati Uniti, nei programmi sulla fusione nucleare.
La sua competenza scientifica ed organizzativa nonché il suo interesse per gli aspetti programmatici della ricerca, più che per la burocrazia, gli valsero la stima di tutti i principali dirigenti dei laboratori europei coinvolti nella rete da lui creata. Oltre a questi impegni organizzativi e direttivi di alto livello, Palumbo contribuì pure, a livello di ricerca attiva, con studi in magnetofluidodinamica dei plasmi, in particolare sulle configurazioni di equilibrio di un plasma toroidale.
Fu membro e socio di parecchie associazioni scientifiche e di ricerca e di varie istituzioni accademiche, sia nazionali che straniere, ricevendo numerosi riconoscimenti sia italiani che internazionali.